# Desaparición del An-32 de la Fuerza Aérea India de 2016
El 22 de julio de 2016, un avión de transporte turbohélice bimotor Antonov An-32 de la Fuerza Aérea India desapareció mientras volaba sobre la Bahía de Bengala. El avión se dirigía desde la Estación de la Fuerza Aérea Tambaram en la ciudad de Chennai, en la costa occidental de la Bahía de Bengala, hasta Port Blair, en las Islas Andaman y Nicobar. Había 29 personas a bordo. El contacto del radar con la aeronave se perdió a las 9:12 am, 280 kilómetros (170 millas) al este de Chennai. La operación de búsqueda y rescate se convirtió en la mayor operación de búsqueda de un avión perdido en el mar en la historia de la India. También hubo incidentes similares en 1986 y 2019.

## Pasajeros
A bordo de la aeronave iban 29 personas: seis tripulantes, 11 efectivos de la Fuerza Aérea India, dos soldados del ejército indio, uno de cada uno de la Armada de la India y uno de la Guardia Costera de la India y ocho civiles de defensa que trabajaban con Naval Armament Depot (NAD). Los civiles eran de Visakhapatnam en Andhra Pradesh.

## Desaparición y búsqueda
El Antonov An-32 despegó de la Estación de la Fuerza Aérea de Tambaram, Chennai, a las 08:30 hora local del 22 de julio de 2016. Se esperaba que aterrizara en Port Blair alrededor de las 11:45 hora local. La Marina de la India y la Guardia Costera de la India lanzaron una gran operación de búsqueda y rescate, utilizando un submarino, 12 buques de superficie y cinco aviones.
El tercer día después de la desaparición, se desplegaron 16 barcos, un submarino y seis aviones para buscar el An-32 desaparecido en la Bahía de Bengala, a unas 150 millas náuticas al este de Chennai. El 1 de agosto, se confirmó que la aeronave no tenía baliza de localización submarina (ULB). Tenía dos transmisores de localización de emergencia (ELT).
El 15 de septiembre de 2016 se canceló la misión de búsqueda y rescate; Se presume que las 29 personas a bordo están muertas y se notificó a sus familias.